# Kurtlar Vadisi Filistin
Kurtlar Vadisi Filistin es una película que tiene en el centro el conflicto palestino-israelí. El guion fue escrito por el trío Raci Şaşmaz, Bahadır Özdener y Cüneyt Aysan. Fue lanzado en Turquía y en todo el mundo el 28 de enero de 2011.

## Reparto
- Necati Şaşmaz como Polat Alemdar
- Nur Fettahoğlu como Simone Levi
- Gürkan Uygun como Memati Baş
- Kenan Çoban como Abdülhey Çoban
- Erdal Beşikçioğlu como Moşe Ben Eliezer
- Erkan Sever como Abdullah
- Mustafa Jasar como Avi